# Astroblepus whymperi
Astroblepus whymperi es una especie de pez de la familia Astroblepidae en el orden de los Siluriformes.

## Morfología
• Los machos pueden llegar alcanzar los 9 cm de
longitud total.

## Distribución geográfica
Se encuentran en Sudamérica: Ecuador.